# Стів Оветт
Стів Оветт (англ. Steve Ovett, нар. 9 жовтня 1955) — британський легкоатлет, олімпійський чемпіон.

## Виступи на змаганнях
| Рік  | Змагання               | Місто        | Місце        | Дистанція | Результат | Дата      |
| ---- | ---------------------- | ------------ | ------------ | --------- | --------- | --------- |
| 1974 | Чемпіонат Європи       | Рим          | II           | 800 м     | 1.45,76   | 4 вересня |
| 1976 | Літні Олімпійські ігри | Монреаль     | 5            | 800 м     | 1.45,44   |           |
| 1976 | Літні Олімпійські ігри | Монреаль     | 6 в п/ф 1    | 1500 м    | 3.40,34   |           |
| 1978 | Чемпіонат Європи       | Прага        | II           | 800 м     | 1.44,09   | 31 серпня |
| 1978 | Чемпіонат Європи       | Прага        | I            | 1500 м    | 3.35,59   | 3 вересня |
| 1980 | Літні Олімпійські ігри | Москва       | I            | 800 м     | 1.45,4    |           |
| 1980 | Літні Олімпійські ігри | Москва       | III          | 1500 м    | 3.39,0    |           |
| 1984 | Літні Олімпійські ігри | Лос-Анджелес | 8            | 800 м     | 1.52,28   |           |
| 1984 | Літні Олімпійські ігри | Лос-Анджелес | не фінішував | 1500 м    | —         |           |
| 1986 | Ігри Співдружності     | Единбург     | I            | 5000 м    | 13.24,11  | 31 липня  |